# 青莲岗遗址
青莲岗遗址，位于江苏省淮安市城东北35公里的宋集乡青莲村，向北4公里临古淮河(又称废黄河)，是中国黄淮地区的新石器文化的代表。因江苏省淮安市青莲岗遗址而得名。是中华人民共和国全国重点文物保护单位之一。
1982年3月25日，公布为江苏省文物保护单位，2013年5月公布为全国重点文物保护单位，是一座古遗址。

## 地层关系
青莲岗遗址地表为汉代地层，下压龙山文化和青莲岗文化。地层关系表明，青莲岗文化早于龙山文化 。